# Antibes
Antibes er en fisker- og ferieby i departementet Alpes-Maritimes i det sydøstlige Frankrig.
Byen ligger på Middelhavskysten ved Rivieraen, mellem Cannes og Nice.
Indbyggerne i Antibes kaldes Antibois / Antiboises eller Antipolitains / Antipolitaines

## Historie
Antibes er grundlagt omkring år 500 f. Kr. som en græsk koloni. Antibes har en naturligt velbeskyttet havn og har derfor gennem tiderne været en en vigtig handelsby.
Efter det græske riges fald blev byen overtaget af Romerne og siden hen af skiftende herskere. I slutningen af 1500-tallet blev hele regionen overtaget af den franske Kong Louis XI. Byens udvikling stagnerede indtil midten af 1900-tallet, hvor rige tilflyttere og turister opdagede stedets skønhed og byggede velhaverboliger.
25 % af byens indbyggere er i dag under 25 år[kilde mangler].

## Geografi

### Kvarterer
Byen er opdelt i 5 kvarterer:
- Activités
- Juan-les-Pins Balnéaire
- Coeur de Ville
- Grand Est
- Ouest Résidentiel

### Strande
Der er 48 strande[kilde mangler] langs den 25 kilometer lange kyststrækning mellem Antibes centrum og Juan les Pins centrum.

## Venskabsbyer
- Newport Beach, California, USA
- Schwäbisch Gmünd, Tyskland
- Olympia (Grækenland)
- Aalborg, Danmark
- Desenzano del Garda, Italien
- Kinsale, Irland
- Eilat, Israel
- Bodrum, Tyrkiet